# آنا شچرباکووا
آنا استانیسلاوونا شچرباکووا (روسی: Анна Станиславовна Щербакова؛ IPA: [ˈan:ə ɕ:ɪrbɐˈkovə]، زاده ۲۸ مارس ۲۰۰۴) یک اسکیت باز روسی می‌باشد.
در سطح نوجوانان، شچرباکووا دارنده مدال نقره جوانان جهان ۲۰۱۹، قهرمان جی جی پی اسلواکی ۲۰۱۸، قهرمان جی جی پی کانادا در سال ۲۰۱۸، قهرمان جشنواره زمستانی المپیک جوانان اروپا در سال ۲۰۱۹، و دارنده مدال برنز ملی نوجوانان روسیه در سال ۲۰۱۹ است.
شچرباکووا در حال حاضر با ۱۷۵٫۷۵ امتیاز، سومین امتیاز بالاترین امتیاز اسکیت آزاد را در میان سایر اسکیت بازهای زن را دارا می‌باشد و تنها بعد از هم ملیت‌هایش مثل کامیلا والیوا و الکساندرا تروسوا. وی نخستین زن ارشدی بود که یک کواد لوتز فرود آمد (نخستین زنی که آن را به زمین آورد، همسر آموزشی الکساندرا تروسوا بود) و نخستین زنی بود که دو پرش کواد لوتز را در یک برنامه واحد فرود آورد. شچرباکووا همچنین بخشی از محدود اسکیت‌بازان زن می‌باشد که هم در سطح بین‌المللی و هم در درون کشور، یک حرکت چهارتایی انجام داده‌است. وی نخستین زنی است که یک تلنگر چهارگانه در ترکیب با انگشت سه پا فرود آورد.

## زندگی شخصی
شچرباکووا در ۲۸ مارس ۲۰۰۴ در مسکو از والدینی استانیسلاو و جولیا بدنیا آمد. وی یک خواهر بزرگتر به اسم اینا و یک خواهر کوچکتر به اسم یانا دارد. در سال ۲۰۰۷، در سن ۳ سالگی، شچرباکووا تحت نظر اوکسانا بولیچوا در پیست خروستالنی مدرسه ورزشی رزرو المپیک شماره ۳۷ (که بعدها به "سامبو ۷۰" تغییر نام داد) در مسکو شروع به آموزش اسکیت کرد. شچرباکووا ابراز علاقه کرد که بعد از فارغ‌التحصیلی از دبیرستان برای تحصیل در رشته تربیت بدنی به دانشگاه برود.
در مکالمه ای با تلویزیون روسیه بعد از مسابقات جهانی ۲۰۲۱، شچرباکووا بعد از اینکه ناتان چن او را با کیکی در جشن تولد ۱۷ سالگی خود در برنامه انتهایی مسابقات قهرمانی غافلگیر کرد، تمجید خود را از تکنیک اسکیت بازی مدح نمود.

## حرفه

### در آغاز کار
شچرباکووا در سال ۲۰۱۳ راه خود را از اوکسانا بولیچوا جدا نمود و در پیشرفته‌ترین گروه در همان پیست به پیشوایی اتری توتبریدزه و سرگئی دوداکوف ورزش نمود.
شچرباکووا در مسابقات قهرمانی جوانان روسیه در سال ۲۰۱۶ در سن جوانی طلا گرفت. وی مسابقات قهرمانی نوجوانان روسیه در سال ۲۰۱۷ را که در ماه فوریه برگزار شد، به دلیل آسیب دیدن دستش از دست داد. در برگشت به مسابقات، وی مدال نقره مسابقات قهرمانی جوانان روسیه ۲۰۱۷- سن جوان را در تاریخ مارس کسب نمود.

### فصل ۲۰۱۷–۲۰۱۸
در تابستان ۲۰۱۷، شچرباکووا در حالی که یک حلقه سه‌گانه را در یک کمپ تمرینی انجام می‌داد، پای خودش را شکست. در نتیجه، وی بیشتر فصل ۲۰۱۷–۲۰۱۸ را از دست داد، از غبیل نخستین برنامه‌ریزی شده‌اش در مسابقات جایزه بزرگ جوانان بود. وی در مسابقات قهرمانی نوجوانان روسیه ۲۰۱۸ ۱۳ شد.

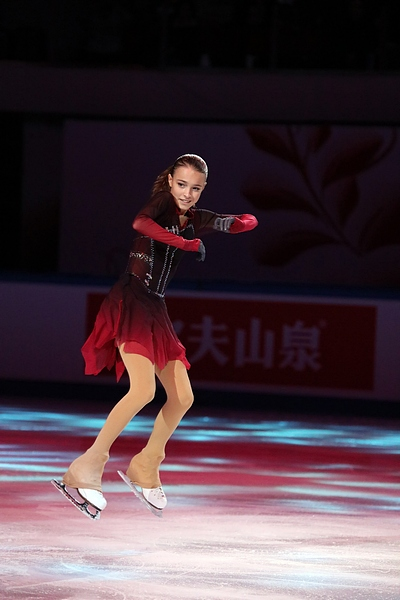
شچرباکووا در حال اجرای برنامه گالا خود در جام ۲۰۱۹چین

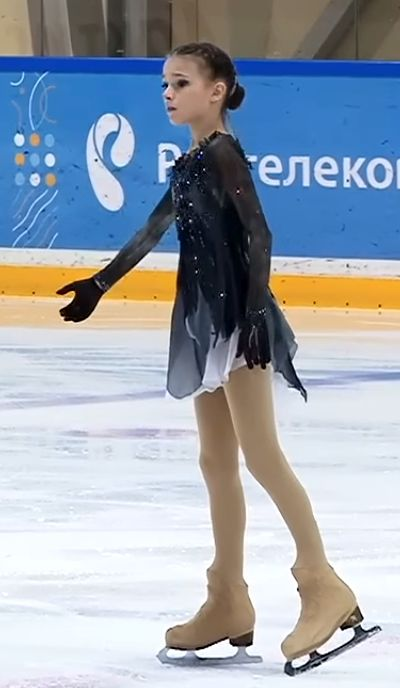
شچرباکووا در فینال جام روسیه ۲۰۱۷

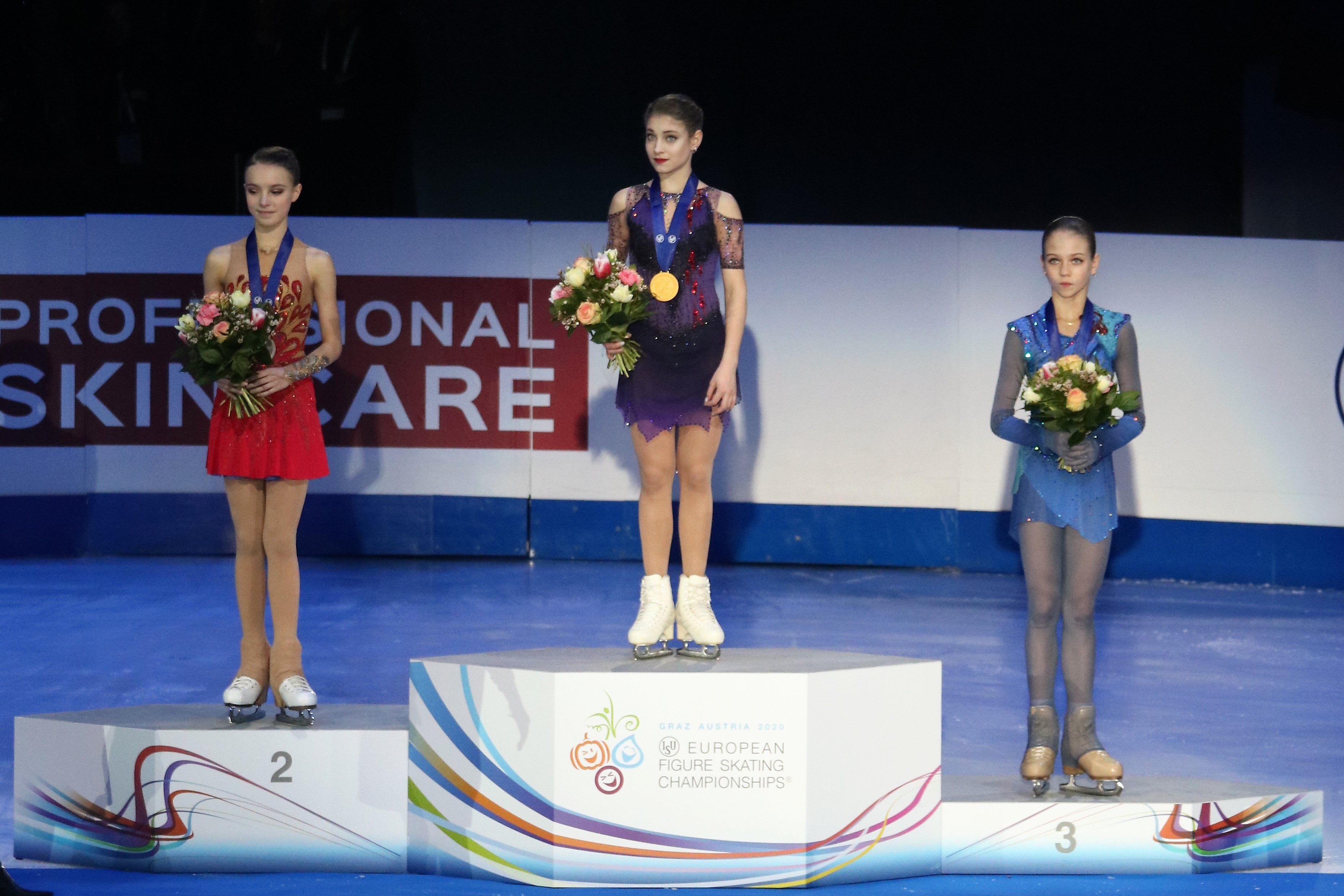
آنا شچرباکووا (چپ) روی سکو در مسابقات قهرمانی اسکیت تصویری اروپا ۲۰۲۰ با آلنا کوستورنایا (مرکز) و الکساندرا تروسوا (راست)

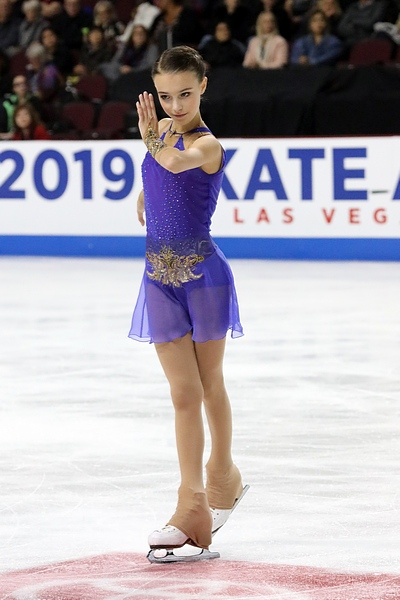
شچرباکووا در ۲۰۱۹ اسکیت آمریکا